# Kärrkrabbspindel
Kärrkrabbspindel (Xysticus ulmi) är en spindelart som först beskrevs av Carl Wilhelm Hahn 1831.  
Kärrkrabbspindel ingår i släktet Xysticus och familjen krabbspindlar. Arten är reproducerande i Sverige. Inga underarter finns listade i Catalogue of Life.